# Busto femminile di Francesco Laurana
Il Busto femminile è una scultura marmorea con cera policroma, realizzata da Francesco Laurana intorno nel 1487-1488 e custodita nel Kunsthistorisches Museum di Vienna.

## Storia
Secondo alcuni critici, il busto raffigurerebbe Isabella d'Aragona e sarebbe stato commissionato al Laurana in occasione delle nozze di Isabella con Gian Galeazzo Maria Sforza, celebrate a Napoli nel 1488. Tuttavia esso non presenta alcun tratto fisiognomico in comune coi ritratti certi di Isabella, dotata tra l'altro di un naso grosso e leggermente aquilino. Alcuni ipotizzano anche che l'opera ritragga invece la madre Ippolita Maria Sforza, nel qual caso la datazione potrebbe essere anticipata al 1475 quando l'artista si trovava a Napoli, ma anche quest'ultima, come informa Giovanni Sabadino degli Arienti, aveva un naso leggermente aquilino.

## Descrizione e stile
Tra i busti del Laurana si tratta dell'unico che ha mantenuto l'originale policromia pressoché intatta. Il finissimo ritratto femminile è raffigurato come un busto comprendente le spalle, tagliato all'altezza del petto. I capelli sono raccolti in una rete dorata che nasconde le orecchie e dà alla forma della testa un aspetto più levigato. L'effigie è caratterizzata da una bellezza levigata e rarefatta, dove i tratti somatici sono ridotti all'essenziale, sviluppando il senso di sintesi e purezza geometrica delle forme. Tale principio di idealizzazione si avvicina alle opere di Piero della Francesca, che lo scultore aveva forse visto in gioventù a Urbino.
Per la colorazione del busto Laurana utilizzò cera colorata, con la quale sono fatti i fiori rossi nelle maglie della rete d'oro dei capelli. Si tratta di una tecnica probabilmente usata spesso, ma che sopravvive solo in questo esemplare della produzione dell'artista.